# Mathilda Staël von Holstein
Christina Mathilda Staël von Holstein, född den 30 maj 1876 i Kristianstad, död den 2 november 1953 i Stockholm, var en svensk advokat och feminist. Hon var den andra kvinnan som blev advokat i Sverige, efter Eva Andén.

## Biografi
Mathilda Staël von Holstein var dotter till överste Axel Staël von Holstein och Cecilia Nordenfeldt och växte upp på Björneborgs bruk i Värmland. Hon blev 1908 föräldralös med ansvaret för elva syskon. Hon blev elev vid Kristianstads elementarläroverk för flickor 1892, och bedrev handelsskolestudier i Stockholm 1901–1902. 
Hon gifte sig aldrig, men levde många år med fastighetsmäklaren Ingegerd Palme. 

### Juridik
Hon var korrespondent på advokatbyrå 1902–1905, därefter amanuens och kamrer i Stockholms stads hälsovårdsnämnd 1906–1908, och kassör i ab Billiga tomter 1909–1917. Hon blev juris kandidat vid Stockholms högskola 1918.   
Hon var Eva Andéns kompanjon 1919–1923, och därefter ägare av egen advokatbyrå 1923–1945. Som advokat arbetade hon mest med familjerätt och fastighetsfrågor. Hon var vice ordförande för Kvinnliga kontoristföreningen i Stockholm 1910–1918, och lade grunden för föreningens arbete för kvinnors rätt i det svenska samhället. 
Hon var ledamot i stadsfullmäktige i Stockholm 1919–1923. Ett av de största problemen för kvinnor att få utöva statliga ämbeten under denna tid var att lagen formulerade en sökande till sådana anställningar som "svensk man". Justitiedepartementet formade år 1919 en kommitté för att utreda och avlägsna detta hinder ur lagen genom en grundlagsändring. Kommitténs ordförande blev Emilia Broomé, den första statliga kommittén med en kvinna som ordförande. Bland kommittéledamöterna fanns också Mathilda Staël von Holstein. Kommitténs arbete resulterade i Behörighetslagen 1923.

### Övrig verksamhet
Hon var ledamot av styrelsen för Landsföreningen för kvinnans politiska rösträtt (FKPR) i Sthlm 1907–1909, medlem i Fredrika Bremer-förbundet, där hon var kassaförvaltare 1923–1946, och ordförande i Stockholms kvinnliga studentförening 1913–1914. Hon var ordförande i International Council of Women's permanenta lagkommitté 1938–1947.